# Hagen Matzeit
Hagen Matzeit (* 10. Dezember 1970 in Dohna) ist ein deutscher Opernsänger (Countertenor/Bariton), Filmkomponist sowie Produzent.

## Leben und Wirken
Hagen Matzeit wuchs in Berlin-Prenzlauer Berg auf und nahm nach seiner Ausbildung zum Elektrosignalmechaniker in Berlin ein Studium des Gesangs (Bariton) sowie Gesangspädagogik bei Bernd Riedel auf.
Neben dem Studium nahm Hagen Matzeit bei Regiekursen von Ruth Berghaus, Peter Konwitschny und Harry Kupfer teil. 1999 bekam er dann ein Stipendium des Richard-Wagner-Verbandes.
An der Komischen Oper Berlin ist er seit mehreren Jahren immer wieder Gastsolist.
So sang und spielte Matzeit u. a. in Zwei Berliner in Paris und Der Bürger als Edelmann mit. Auch im klassischen Opernfach zeigte er sich in Falstaff als Pistol und als Dancairo in Harry Kupfers Carmen-Inszenierung und als Sid in Albert Herring. Sein Musical-Debüt gab er hier 2005 in Sweeney Todd in der Partie des Anthony. Die Komische Oper Berlin verpflichtete ihn auch 2006/2007 als Solist in den Neujahrskonzerten neben Dagmar Manzel und Jochen Kowalski.
Engagements führten Matzeit an das Schauspiel Frankfurt, Nationaltheater Mannheim, an die Oper Köln, die Opéra Bastille in Paris und dem Teatro Capitol in Toulouse. Außerdem trat er auch beim Holland Festival in Amsterdam, zu den Arts Music Bruxelles und dem Melbourne Australian International auf.
Sein Repertoire umfasst unterschiedliche Stilepochen von alter Musik über Barock (u. a. Tourneeteilnahme mit der Berliner Bachakademie durch Costa Rica) bis hin zu zeitgenössischer Musik (u. a. Partie des Hans Scholl in Weiße Rose an der Théâtre Royal de la Monnaie in Brüssel, Titelpartie des Jakob Lenz am Teatro Colón in Buenos Aires).
2006 sang und spielte Hagen Matzeit in der Casanova-Revue des Berliner Friedrichstadt-Palast in den beiden Stimmfächern Bariton und Countertenor sowie auch in der Weihnachtsrevue Jingle Bells 2007. 2008 trat er bei der Gala Classic Open Air im Herrenkrug in Magdeburg auf, 2013/14 auf dem Gendarmenmarkt Berlin.
Auch in mehreren Fernsehproduktionen war Matzeit bislang zu sehen, u. a. als Solist in der Operetten- und Filmschlagergala der Elblandfestspiele Wittenberge und bei Klassik im Galopp im rbb-Fernsehen. Weiterhin ist er auf CDs von Francesco Provenzale (la Stellidaura Vendicante) und Oscar Bianchi zu hören.
Mit seinem Bruder Friedemann Matzeit schreibt er zudem Musik für Theater, Film und Fernsehen u. a. Die Vögel – Deutsches Theater Berlin.
Außerdem bildet Hagen Matzeit zusammen mit seinem Bruder das Popmusik-Duo SONICDIVA.